# Студенокръвни
Студенокръвни са животните, които нямат постоянна телесна температура. Тя зависи от средата, в която живеят. Температурата на кръвта в тялото се променя според средата, в която са (арктическа, тропическа, екваториална и т.н.).